# Titus Curtilius Mancia
Titus Curtilius Mancia war ein römischer Politiker und Senator zur Zeit Neros, in der Mitte des 1. Jahrhunderts n. Chr. Nach dem Suffektkonsulat 55 war er Statthalter von Obergermanien und danach möglicherweise von Africa.

## Herkunft
Seine Herkunft ist nicht sicher bekannt; verschiedene Indizien sprechen jedoch dafür, dass er aus der Provinz Gallia Narbonensis stammte: In dieser Epoche stammten (wohl durch den Einfluss des Beraters von Nero, Sextus Afranius Burrus) einige Statthalter germanischer Provinzen aus dieser Region. Außerdem heiratete die Tochter Mancias den narbonensischen Adeligen Domitius Lucanus.
Es ist kein anderer Senator mit diesem Gentilnamen bekannt, Mancia scheint also ein homo novus gewesen zu sein.

## Laufbahn
Im Jahr 55 war Titus Curtilius Mancia gemeinsam mit Gnaeus Cornelius Lentulus Gaetulicus Suffektkonsul. Vermutlich waren die beiden in den Monaten November und Dezember im Amt. Edmund Groag vermutete, dass Mancia allerdings schon vor Ende des Jahres von einem Nachfolger abgelöst wurde; Miriam Griffin führte diesen möglichen verfrühten Rücktritt darauf zurück, dass er gleich zu Beginn des nächsten Jahres sein neues Amt anzutreten hatte. Beide Behauptungen wurden jedoch nicht allgemein anerkannt.
Bereits ab 56 war Titus Curtilius Mancia dem antiken Schriftsteller Phlegon von Tralleis zufolge in der Nachfolge von Lucius Antistius Vetus als „legatus Augusti pro praetore“ Statthalter der Provinz Germania superior (Obergermanien). Bis 58 ist er sicher für dieses Amt bezeugt: Sein Kollege in Untergermanien, Lucius Duvius Avitus, bat ihn in diesem Jahr um militärische Unterstützung für den Feldzug gegen die Ampsivarier im heutigen Emsland. Mancia scheint der Aufforderung gefolgt zu sein und mit einem Heer über den Rhein in die sogenannte Germania magna vorgestoßen zu sein. Wann er die Statthalterschaft niederlegte, ist nicht bekannt, möglicherweise blieb er bis zum Amtsantritt des Publius Sulpicius Scribonius Proculus, also spätestens 63, in Germanien.
Aus mehreren antiken Inschriften ist die Lex Manciana bekannt, ein Gesetz über die Verwaltung des staatlichen und kaiserlichen Landbesitzes in der Provinz Africa. Verschiedene Wissenschaftler haben aufgrund des Namens vermutet, dass Titus Curtilius Mancia es erlassen habe. Daraus wiederum wurde geschlossen, dass er – entweder noch während der Regierung Neros oder erst in flavischer Zeit – Statthalter oder außerordentlicher Legat des Kaisers in Africa gewesen sei. Letztlich ist aber weder sicher, ob Mancia eine Beziehung zu dem Gesetz aufweist, noch, ob es überhaupt zu seiner Lebenszeit entstanden ist oder nicht vielleicht schon aus der Römischen Republik stammt.

## Erbe und Nachkommen
Plinius der Jüngere berichtet in einem seiner Briefe (epistulae), dass Mancia seinen Schwiegersohn Domitius Lucanus nicht ausstehen konnte. Deswegen vermachte er sein Erbe nicht seiner (anscheinend einzigen) Tochter, sondern seiner Enkelin, und setzte die Bedingung, dass diese von der Verfügungsgewalt ihres Vaters befreit würde. Als der Erbfall eintrat, löste Domitius Lucanus tatsächlich seine Tochter von seiner Vormundschaft und ließ sie das Erbe antreten. Zugleich wurde sie aber von Lucanus’ Bruder Domitius Tullus adoptiert, sodass sie indirekt doch in der väterlichen Gewalt blieb und die Brüder Domitius über das Erbe des Titus Curtilius Mancia verfügen konnten.
Die Enkelin Mancias, Domitia Lucilla „die Ältere“, war über ihre gleichnamige Tochter Großmutter des Kaisers Mark Aurel.